# St. Gallus (Welzheim)

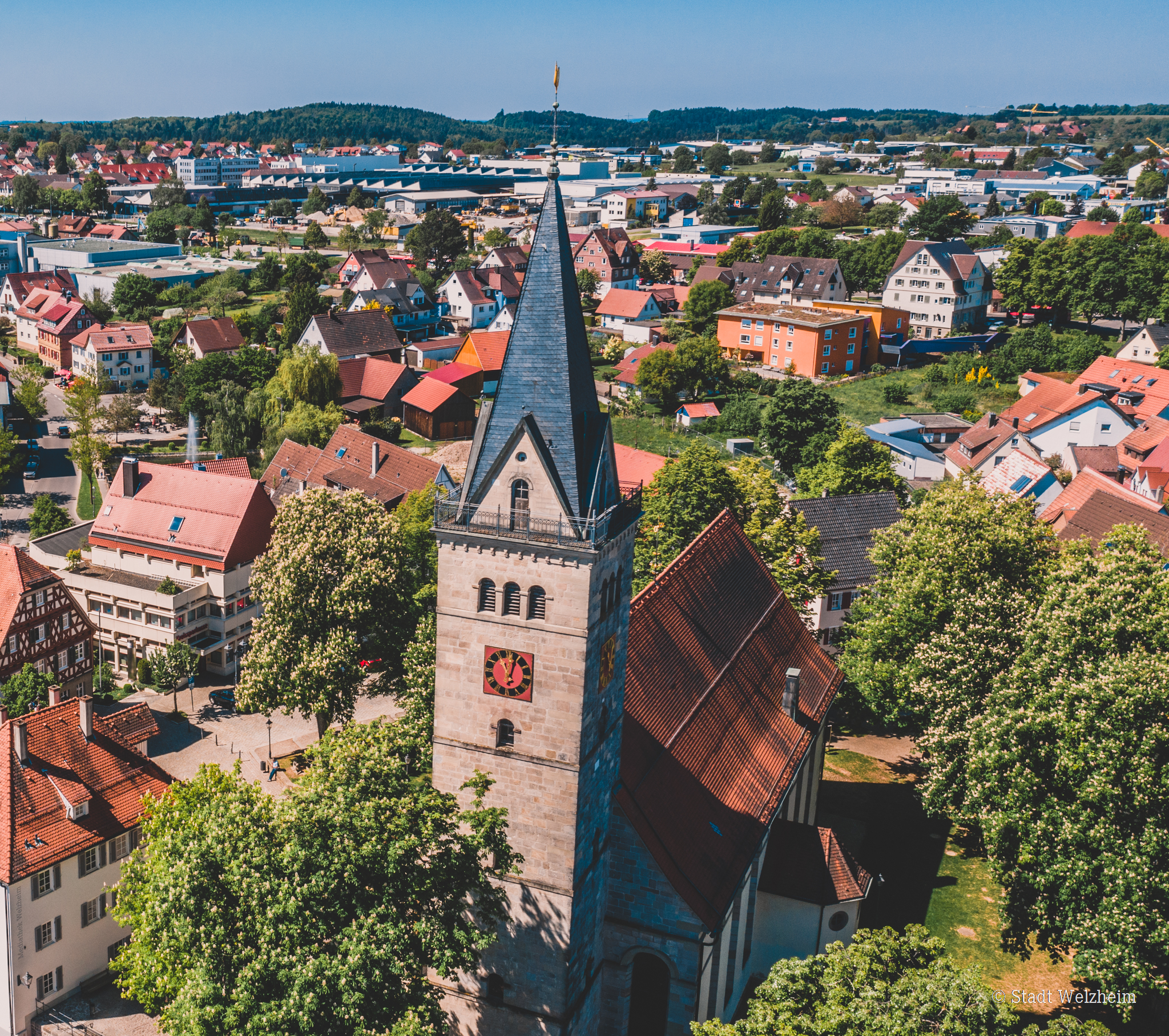
St. Gallus in Welzheim

Die Pfarrkirche St. Gallus steht in Welzheim, einer Stadt im Rems-Murr-Kreis von Baden-Württemberg. Das Bauwerk ist beim Landesamt für Denkmalpflege Baden-Württemberg als Baudenkmal eingetragen. Die Kirchengemeinde gehört zum Kirchenbezirk Schorndorf der Evangelischen Landeskirche in Württemberg. Namensgeber der Kirche ist der irische Mönch St. Gallus, der Gründer des Klosters Sankt Gallen. 

## Geschichte
Die katholische St.-Gallus-Kirche wurde am 7. Oktober 1499 eingeweiht. In Folge der Reformation wurden Gemeinde und Kirche 1539 evangelisch. 1613 wurde ein Kirchturm an der Kirche angebaut. 1726 brach im Ort ein verheerender Brand aus, dem auch die Kirche zum Opfer fiel. Im folgenden Jahr wurden Turm und Kirchenschiff wieder aufgebaut. 1815 wurde der Innenraum zur schwäbischen Predigtsaalkirche mit jeweils zwei Emporen an einer Längsseite und gegenüber der Orgelempore eingerichtet. 1871 wurde Dach des Kirchturms erneuert, und der Turmhelm erhielt seine heutige Gestalt. 1989 wurde die Kirche innen renoviert und zwei Fenster des Glasmalers Hans Gottfried von Stockhausen eingebaut. Die Einbau der beiden gegenüberliegenden Fenster erfolgte zwei Jahre später.

## Beschreibung

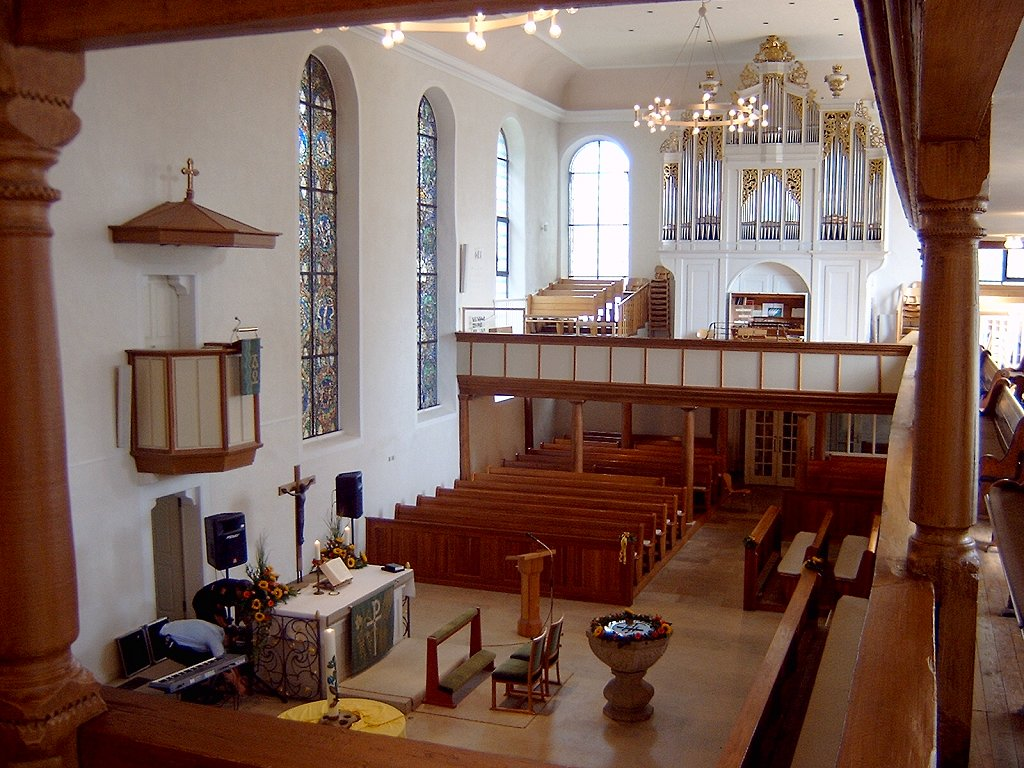
Innenraum

Die Saalkirche wurde anstelle eines spätgotischen Vorgängerbaus 1815/16 nach einem Entwurf von Johann Adam Groß III errichtet. Sie besteht aus einem  Langhaus und einem Glockenturm aus Quadermauerwerk im Osten, der seinen Helm erst 1871 erhielt. In seinem Glockenstuhl hängen drei Kirchenglocken.
Die Orgel wurde 1973 vom Orgelbauer Kurt Oesterle in das vorhandene Gehäuse eingebaut. Das historische, gut erhaltene Gehäuse der Orgel wurde um 1730, wahrscheinlich von dem Ludwigsburger Hoforgelmacher Joseph Friedrich Baumeister konstruiert.